# Renato Borghetti
Renato Becker Borghetti, mais conhecido como Borghettinho (Porto Alegre, 23 de julho de 1963), é um músico instrumentista e gaiteiro brasileiro. É mais conhecido pelo seu trabalho com a gaita-ponto.

## Biografia
Renato Borghetti começou na música aos 12 anos, tocando uma gaita-ponto que ganhou do pai em Barra do Ribeiro. Em pouco tempo já era atração no Centro de Tradições Gaúchas comandado por seu pai e, aos 16 anos, se apresentou pela primeira vez, na 9ª Califórnia da Canção Nativa, em 1979, com a canção Retorno.
Seu primeiro disco, o Gaita-Ponto, tornou-se o único álbum de música instrumental brasileira a ganhar um disco de ouro, vendendo cem mil cópias.
Excursionou por todo o Brasil, e por diversos países da Europa, e fez uma temporada no S.O.B.’s, em Nova Iorque.
Em 1991 ganhou o prêmio disco do ano, na categoria regional, da Associação Paulista de Críticos de Arte.
Renato mescla folclore e modernidade em suas composições, tendo um estilo inconfundível. Tem mais de uma quinzena de discos gravados e dezenas de participações em gravações.
É torcedor do Grêmio Foot-Ball Porto Alegrense, tendo tocado o Hino do Estado do Rio Grande do Sul na festa de abertura da Arena do Grêmio, em 8 de dezembro de 2012, juntamente com a Banda de Fuzileiros Navais da Marinha do Brasil.

## Discografia
- 1984 - Gaita Ponto - RBS Discos
- 1985 - Renato Borghetti - Som Livre
- 1987 - Renato Borghetti - RCA Victor
- 1988 - Esse tal de Borghettinho - RCA/BMG-Ariola
- 1989 - Renato Borghetti - Chantecler/Continental
- 1990 - O Melhor de Renato Borghetti - Som Livre
- 1991 - Borghetti - Continental
- 1992 - Pensa que Berimbau é Gaita? - RBS Discos
- 1993 - Renato Borghetti - RGE
- 1993 - Instrumental no CCBB (com Hermeto Paschoal) - RGE
- 1994 - Accordionist - Prestige Records
- 1995 - As 20 Melhores de Renato Borghetti - RGE
- 1996 - Gaúcho - RGE
- 1998 - Gauderiando - RGE
- 1999 - Ao Ritmo de Tio Bilia - RBS Discos/Som Livre
- 2001 - Paixão no Peito
- 2002 - Ao Vivo em Viena
- 2002 - Umberto Petrin & Renato Borghetti - Reunião
- 2002 - SESC São Paulo - A Música Brasileira Deste Século Por Seus Autores e Intérpretes
- 2005 - Gaitapontocom
- 2005 - Gaúchos (Quinton Recorde Viena)
- 2007 - Fandango
- 2011 - Andanças - Live in Brussels
- 2016 - Gaita na Fábrica

## Prêmios e indicações
- Grammy Latino

| Ano  | Categoria                                                | Indicação     | Resultado |
| ---- | -------------------------------------------------------- | ------------- | --------- |
| 2005 | Melhor Álbum de Música Regional ou de Raizes Brasileiras | Gaitapontocom | Indicado  |
| 2008 | Melhor Álbum de Música Regional ou de Raizes Brasileiras | Fandango!     | Indicado  |

- Prêmio Açorianos

| Ano  | Categoria                             | Indicação             | Resultado |
| ---- | ------------------------------------- | --------------------- | --------- |
| 1998 | Disco de Música Regional              | Gauderiando           | Venceu    |
| 2000 | Disco de Música Regional              | Ao Ritmo de Tio Bilia | Indicado  |
| 2001 | Instrumentista de Música Regional     | Renato Borghetti      | Indicado  |
| 2001 | Disco Instrumental                    | Paixão no Peito       | Indicado  |
| 2007 | Instrumentista de Música Instrumental | Renato Borghetti      | Venceu    |
| 2007 | Disco de Música Instrumental          | Fandango!             | Venceu    |
| 2007 | DVD do Ano                            | Fandango!             | Venceu    |
| 2012 | DVD do Ano                            | Quarteto Europa       | Venceu    |
| 2017 | DVD do Ano                            | Gaita na Fábrica      | Venceu    |
| 2017 | Instrumentista de Música Regional     | Renato Borghetti      | Indicado  |
| 2017 | Disco de Música Regional              | Gaita na Fábrica      | Indicado  |